# نضال الزعبي
نضال الزعبي عالم نووي أردني متخصص في تصميم وهندسة المفاعلات النووية وإدارة الوقود النووي. شغل الدكتور نضال الزعبي منصب مفوض دورة الوقود النووي في هيئة الطاقة الذرية الأردنية، و مدير مشروع المفاعل النووي الأردني للبحوث والتجارب النووية، ودكتور الهندسة النووية في جامعة العلوم والتكنولوجيا الأردنية. وقد كان مؤسس أول قسم هندسة نووية في الأردن، وقد قام خلال السنوات الماضية بتخطيط وبناء العديد من المشاريع والمرافق النووية التي تشكل اللبنات الأساسية اللازمة لتنفيذ البرنامج النووي الأردني.

## المؤهلات العلمية
- شهادة البكالوريوس في الهندسة النووية من جامعة ويسكونسن-ماديسون في الولايات المتحدة الأمريكية.
- شهادة الماجستير في الهندسة النووية من جامعة سينسيناتي في الولايات المتحدة الأمريكية.
- شهادة الدكتوراة في الهندسة النووية من جامعة سينسيناتي في الولايات المتحدة الأمريكية.

## البرنامج النووي الأردني
يعتبر نضال الزعبي مهندس البرنامج النووي الأردني الذي قام بتأسيس وبناء العديد من المشاريع النووية التي ساهمت في إعداد البنية التحتية النووية في الأردن. حيث عمل مركزاً على تخطيط وبناء المشاريع النووية التي تشكل اللبنات الأساسية اللازمة لتنفيذ البرنامج النووي الأردني، ونقل المملكة إلى العصر النووي ومن أهمها:

### المنشأة النووية الأولى في الأردن
عمل على تصميم وبناء المفاعل النووي الأردني دون-الحرج (JSA))، كجزء من البنية التحتية النووية، ونجح في بناء وتركيب هذا المفاعل (طاقة صفر) والذي يعتبر أول منشأة نووية في الأردن.
منذ فجر العصر النووي شكلت المفاعلات دون- الحرجة جزءاً أساسياً من منشآت تدريب الهندسة النووية ومختبرات المفاعلات النووية في شتى أنحاء العالم، هكذا أسست الدول النووية برامجها الناجحة، ونقل الأردن إلى العصر النووي يتطلب رؤية ومعرفة وخبرة بالسير على الخطوات الناجحة لهذه الدول للوصول بالأردن إلى العصر النووي.
إن التكلفة المنخفضة وبساطة البناء وسرعة التنفيذ بالإضافة إلى خبرة نضال الزعبي في بناء وتشغيل هذا النوع من المفاعلات كانت القوة الدافعة الرئيسية لفكرة إنشاء هذا المشروع، الذي وفر أداة عملية لتدريس وتدريب وإجراء التجارب والبحوث لطلاب الهندسة النووية والمتدربين في الطاقة النووية. تم بناء هذا المفاعل في قسم الهندسة النووية (NED) في جامعة العلوم والتكنولوجيا الأردنية (JUST)، وسوف يستخدم بصورة رئيسية لتعليم وتدريب طلبة الهندسة النووية.
إن هذا المفاعل واحد من أكثر الأدوات فعالية لتعليم وتدريب طلاب الهندسة والعلوم النووية، حيث إن بساطة التركيب (وقود نووي ومهدئ) في حوضٍ مفتوح، يسمح للطلاب بتغيير التكوين الأساسي لقلب المفاعل، والعمل على مسافة قريبة جداً منه، ومراقبة ومعرفة كل جزء للمفاعل، والحصول على صورة واضحة وواقعية للخصائص الأساسية للمفاعل بطريقة من المستحيل الحصول عليها في مفاعلات البحوث أو الطاقة.
باستخدام المفاعل الأردني دون-الحرج (JSA) يمكن إجراء التجارب النووية التالية:
- تجربة الاقتراب من الحراجة.
- قياس توزيع الجريان النيوتروني المحوري والقطري.
- قياس الجريان النيوتروني المطلق.
- طريقة روسي ألفا.
- طريقة فاينمان ألفا.
- تجربة نفضة المصدر.
- تأثير فراغ الوقود.
- تأثير قضيب التحكم (السموم).

### المنشأة الوطنية لتخزين النفايات المشعة
يعتبر بناء مخزنٍ مركزيّ للنفايات المشعة خطوة أخرى على طريق تطوير وتنفيذ البرنامج النووي الأردني. بسبب الحاجة الماسة لوجود مثل هذه المنشآت بادر نضال الزعبي بتوقيع اتفاقية تعاون مع وزارة الطاقة الأمريكية لتوفير الدعم المالي والتقني للبدء في مشروع بناء منشأة تخزين مؤقَّتٍ للنفايات المشعة والمصادر المهجورة في الأردن. وقد تم تصميم وهندسة وبناء المشروع بسواعد أردنية بدعمٍ ومساعدةٍ من وزارة الطاقة الأمريكية والوكالة الدولية للطاقة الذرية.
بموجب الاتفاقية قدَّمت وزارة الطاقة الأميركية إلى هيئة الطاقة الذرية الأردنية مساعدات مالية بلغت حوالي نصف مليون دولار لتنفيذ هذا المشروع. يشمل المشروع مساحة تخزين تبلغ 4,000 قدم مربع من البيئة الآمنة المستقرة لتخزين جميع النفايات المشعة والمصادر النووية المهجورة في الأردن داخل المنشأة لتخزين النفايات المشعّة النووية.
فقط النفايات المشعة منخفضة المستوى الناتجة عن الاستخدامات السلمية للطاقة النووية والنظائر المشعة في مختلف التطبيقات النووية في المجالات الطبية والصناعية والزراعية ومراكز التدريب والبحوث العلمية، سيتم تخزينها مؤقّتاً في هذه المنشاْة، والبدء بالمعالجة الفنية اللازمة لها وفقاً للمعايير الدولية وتوصيات الوكالة الدولية للطاقة الذرية.
يهدف هذا المشروع إلى حصر النفايات المشعة وتخزينها وفقاً للمعايير العالمية وتعليمات الوكالة الدولية للطاقة الذرية، حيث سيتم نقل كافة النفايات والمصادر المشعة غير المستخدمة (المهملة، اليتيمة) من كافة المؤسسات الوطنية الممارسة للتطبيقات النووية بهدف تجميعها ومعالجتها وتخزينها ورصدها وإدارتها في هذا المستودع المركزي، وذلك تجنباً لوقوع الحوادث الإشعاعية في المنشآت، ومنعاً لحصول التعرضات الإشعاعية غير المبررة للعاملين فيها وتجنباً لسرقتها أو اقتحامها المتعمد من قبل أشخاصٍ غير مؤهلين أو استخدامها في وجهات أُخرى غير شرعية.

### مختبرات اليورانيوم للقياسات التحليلية
إن الحاجة إلى وجود مختبرات وطنية قادرة على قياس وتحليل تركيزات خام اليورانيوم في العينات التي يتم جمعها من مناطق التنقيب في الأردن كانت القوة الدافعة وراء إنشاء مختبرات اليورانيوم في مفوضية دورة الوقود النووي. كان هذا واحداً من أوائل المشاريع التي قام مفوض دورة الوقود النووي نضال الزعبي بتنفيذها مع فريقٍ صغيرٍ من ثلاثة أردنيين، حيث عملوا على تأسيس مختبرات اليورانيوم وتزويدها بأحدث الأجهزة والمعدات اللاّزمة لإجراء كافة القياسات والتحاليل المخبرية لتقدير خامات اليورانيوم والمواد النووية ضمن برنامج ضبط جودة تُراعى فيه أحدث المعايير المتّبعة دولياً والتي تشمل التقنيات الكيميائية والفيزيائية التالية:
- مطيافية أشعة غاما.
- الاستشعاع السيني.
- مطيافية الكتلة باستخدام البلازما المستحثة.
- مطيافية الانبعاث الضوئي.

لدى مختبرات اليورانيوم للقياسات التحليلية في هيئة الطاقة الذرية الأردنية القدرة على إجراء كافة القياسات والتحاليل الكيميائية والفيزيائية لخام اليورانيوم.

## الهندسة النووية في الأردن
بعد عودة نضال الزعبي إلى الأردن عام 2006، تولَّى مهمته الأولى لتأسيس قسم الهندسة النووية في جامعة العلوم والتكنولوجيا الأردنية. عمل هناك على إنشاء أول قسم من نوعه في الأردن، بما فيه تطوير المناهج الدراسية، وتصميم المختبرات النووية، واجتذاب الطلبة وأعضاء هيئة التدريس، حيث تم تصميمه لتلبية احتياجات الأردن المستقبلية من علماء وخبراء ومهندسين نوويين للمساعدة في تصميم وبناء وتشغيل أول محطة للطاقة النووية في الأردن.
بعد أقل من عام نجح نضال الزعبي في تأسيس قسم الهندسة النووية في جامعة العلوم والتكنولوجيا الأردنية, والحصول على اعتماد وزارة التعليم العالي والبحث العلمي, مستقبلاً أولى طلبته في العام الدراسي 2007/2008.
يمنح القسم درجة البكالوريوس في الهندسة النووية، ويعتمد النموذج الأمريكي من ناحية المناهج والخطة الدراسية والتجهيزات الفنية والمخبرية. تركز الخطة الدراسية على التطبيقات العلمية في مجال الطاقة النووية وهندسة المحطات النووية، ولا سيما مجال الطاقة النووية من مفاعلات الانشطار النووي.

## الجوائز والتكريمات

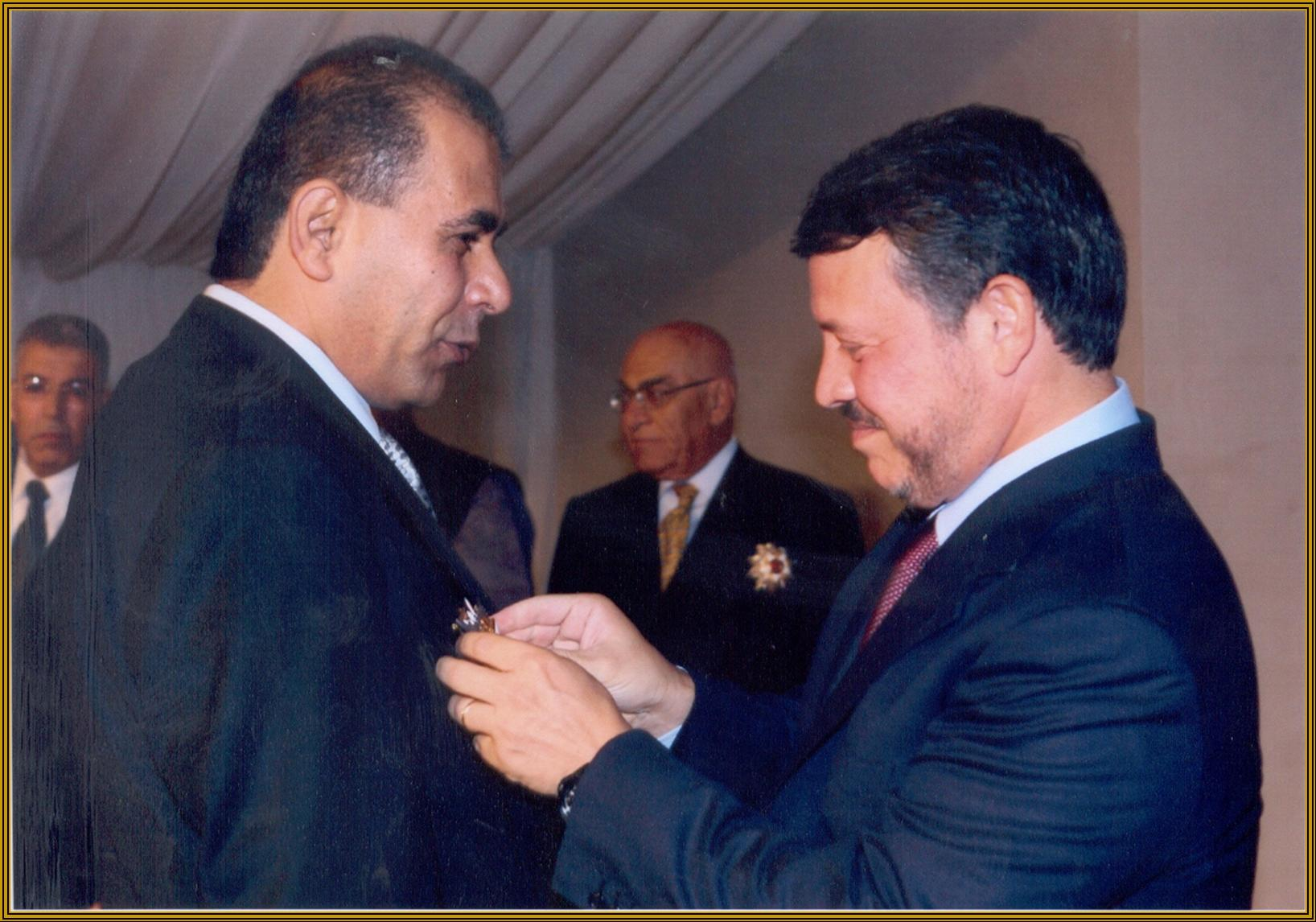
ملك الأردن عبد الله الثاني يُقلّد نضال الزعبي وسام الاستقلال الأردني تقديراً لجهوده المتميزة في مجال البحوث النووية.

حصل نضال الزعبي على عددٍ من الأوسمة والنياشين والجوائز العالمية لأبحاثه في الطاقة النووية:
- عام 2007 منحه الملك عبد الله الثاني وسام الاستقلال الأردني من الدرجة الثانية تقديراً لجهوده في مجال البحوث النووية.
- حاز على جائزة أفضل ورقة علمية من قبل المجمع النووي الأمريكي (ANS).
- مدرج في قائمة أمريكا ((Who's Who in America.
- حائز على جائزة الأكاديمية الوطنية لتدريب الزمالة النووية.

## اقرأ أيضاً
- فاروق الباز
- أحمد زويل
- يحيى المشد
- محمد عبد السلام
- عبد القدير خان
- علي مصطفى مشرفة
- نيل أرمسترونج
- سمير نجيب
- سميرة موسى